# Aristolochia gehrtii
Aristolochia gehrtii Hoehne – gatunek rośliny z rodziny kokornakowatych (Aristolochiaceae Juss.). Występuje endemicznie w Brazylii, w Dystrykcie Federalnym oraz w stanach Mato Grosso, Mato Grosso do Sul, Goiás, Minas Gerais, Espírito Santo, Rio de Janeiro i São Paulo).

## Morfologia
PokrójBylina płożąca.
LiścieMają sercowaty kształt. Mają 3–15 cm długości oraz 3,5–16,5 cm szerokości. Całobrzegie, z ostrym wierzchołkiem. Są owłosione od spodu. Ogonek liściowy jest nagi i ma długość 2–8,5 cm.
KwiatyPojedyncze.
OwoceTorebki o podłużnym kształcie. Mają 4 cm długości i 2,5 cm szerokości.

## Biologia i ekologia
Rośnie na nieużytkach, w zaroślach lub w lesie wtórnym.